# تونس أخرى
تونس أخرى هو تحالف انتخابي تونسي تأسس في 2 مايو 2019 ويجمع شخصيات شخصيات سياسية ومستقلة.
دخل الائتلاف في تحالف انتخابي مع حراك تونس الإرادة وحركة وفاء.

## الأهداف
حسب أعضاء مبادرة تونس أخرى، فإن أهدافها تتمثل في تعبئة طاقات الشعب المستقلة أو المنخرطة في الأحزاب السياسية للتغيير وتوحيد الجهود والعمل المشترك من أجل تونس جديدة.

## الأعضاء
من بين أعضاء التحالف:
- مختار زغدود (طبيب مختص)
- سنية بن خميس (مستشارة اتصال وعلاقات عامة بباريس)
- بشير بن عبد الله (مهندس ومستشار دولي في المعلوماتية)
- فريال ماجول (امرأة أعمال)
- الأمين البوعزيزي (باحث)
- محمد ضياء بن عثمان (محامي)